# 谭祝黄氏宗祠
谭祝黄氏宗祠，位于中国广东省云浮市罗定市素龙镇赤坎谭祝村，为云浮市罗定市的一个市级文物保护单位，类型为古建筑，公布时间为1994年6月8日。
谭祝黄氏宗祠的历史年代为明代。